# علجوم أسمرة
علجوم أسمرة الخشن (الاسم العلمي: Sclerophrys asmarae)، المعروف أيضًا باسم علجوم أسمرة ببساطة، هو نوع من العلاجيم من فصيلة العلاجيم الحقيقية. سُمي النوع بهذا الاسم نسبةً إلى موطنه الأصلي، عاصمة إريتريا، أسمرة. يوجد هذا النوع في المرتفعات الإثيوبية على جانبي وادي الخسف الكبير، وتمتد جمهرته الغربية شمالًا إلى إريتريا. موطنه الطبيعي هو المراعي الجبلية، وبشكل مؤقت على ارتفاعات أقل، السافانا القاحلة. وهو نوع شائع محليًا وقابل للتكيف ويتأثر بتدهور الموائل، على الرغم من أنه ربما لا يكون معرض لخطر خطير.